# Wrexham Challenger 2000
Il Wrexham Challenger 2000 è stato un torneo di tennis facente parte della categoria ATP Challenger Series nell'ambito dell'ATP Challenger Series 2000. Il torneo si è giocato a Wrexham in Gran Bretagna dal 31 luglio al 5 agosto 2000 su campi in cemento.

## Vincitori

### Singolare
Wayne Arthurs ha battuto in finale  Ladislav Švarc con il punteggio di 6–2, 6–4

### Doppio
Daniele Bracciali /  Aisam Qareshi hanno battuto in finale  Miles MacLagan /  Andrew Richardson con il punteggio di 6–4, 6–2